# Trentino Volley 2014-2015
Questa voce raccoglie le informazioni riguardanti la Trentino Volley nelle competizioni ufficiali della stagione 2014-2015.

## Stagione
La stagione 2014-15 è per la Trentino Volley, sponsorizzata dalla Energy T.I. Diatec, è la quindicesima consecutiva in Superlega; nel club si assiste al ritorno in panchina di Radostin Stojčev, così come quelli dei pallavolisti Matej Kazijski, Łukasz Żygadło e Mitar Đurić, quest'ultimo però a fine campionato: a questi si aggiunge l'acquisto di Martin Nemec. Tra le cessioni figurano quelle di Cvetan Sokolov, Giacomo Sintini, Donald Suxho, Alexandre Ferreira e Dávid Szabó, mentre tra le conferma quelle di Emanuele Birarelli, Filippo Lanza, Simone Giannelli, Massimo Colaci, Matteo Burgsthaler e Sebastián Solé.
Il campionato si apre con tre vittorie consecutive: la prima sconfitta arriva alla quarta giornata ad opera del BluVolley Verona; nel resto del girone di andata la squadra di Trento vince tutti gli incontri disputati, chiudendo al primo posto in classifica, a pari punti con il Modena Volley e qualificandosi per la Coppa Italia. La situazione non cambia neanche nel girone di ritorno: si registrano esclusivamente successi, eccetto due stop, entrambi in trasferta e per 3-2, alla sedicesima giornata contro la Pallavolo Molfetta e alla ventunesima giornata contro l'Associazione Sportiva Volley Lube, confermando il primo posto in classifica. Nei play-off scudetto supera negli ottavi di finale, in due gare, nonostante il tie-break in gara 2, la Pallavolo Molfetta, mentre nelle semifinali ha la meglio solo a gara 3, dopo una vittoria da entrambe le parti, sulla Sir Safety Perugia. Nella finale incontra il Modena Volley: in gara 1, dopo essere stata sotto di due set, la Trentino Volley vince l'incontro, per perdere poi il successivo; si aggiudica però il quarto scudetto grazie ai successi per 3-0 sia in gara 3 che in gara 4.
Il primo posto al termine del girone di andata della Superlega 2014-15 consente alla Trentino Volley di partecipare alla Coppa Italia; nei quarti di finale supera per 3-2 la Pallavolo Piacenza, accendendo così alla Final Four di Bologna: con lo stesso risultato batte in semifinale il club di Perugia, mentre in finale deve capitolare al Modena Volley.
La Trentino Volley prende parte alla Coppa CEV dopo il quarto posto nella regular season e l'uscita nei quarti di finale della Serie A1 2013-14; nei sedicesimi, ottavi e quarti di finale supera agevolmente, vincendo sia la gara di andata che quella di ritorno, l'Odbojkaški klub Vojvodina, il Maccabi Tel Aviv Volleyball Club e lo Sport Club Municipal Universitatea Craiova. Un doppio 3-2 sul Volleyteam Roeselare nel Challenge Round assicura poi il passaggio del turno alle semifinali, dove la squadra italiana ha la meglio sui polacchi dello ZAKSA Kędzierzyn-Koźle. L'ultimo atto è la finale contro la Volejbol'nyj klub Dinamo Moskva: dopo aver perso in casa, per 3-1, la gara di andata, la Trentino Volley vince con lo stesso risultato quella di ritorno, ma poi perde il Golden set, perdendo anche l'occasione di vincere il torneo.

## Organigramma societario
Area direttiva
- Presidente: Diego Mosna
- Segreteria generale: Chiara Candotti, Sarah Mosna, Iris Wintzek
- Amministrazione: Laura Corradini
- Responsabile amministrativo: Stefano Corvo

Area organizzativa
- General manager: Diego Da Re
- Team manager: Riccardo Michieletto
- Responsabile logistica: Giuseppe Borgono, Matteo Daldoss
- Responsabile palasport: Antonio Brentari

Area tecnica
- Allenatore: Radostin Stojčev
- Allenatore in seconda: Dario Simoni
- Scout man: Danilo Contrario
- Responsabile settore giovanile: Riccardo Michieletto

Area comunicazione
- Addetto stampa: Francesco Segala
- Speaker: Gabriele Biancardi
- Fotografo: Marco Trabalza

Area marketing
- Responsabile marketing: Iris Wintzek

Area sanitaria
- Medico: Mauro Bortoluzza
- Preparatore atletico: Martin Poeder
- Fisioterapista: Davide Lama

## Rosa
| N° | Nome               | Ruolo | Data di nascita   | Nazionalità sportiva |
| -- | ------------------ | ----- | ----------------- | -------------------- |
| 1  | Matej Kazijski     | S     | 23 settembre 1984 | Bulgaria             |
| 2  | Gabriele Nelli     | S/O   | 4 dicembre 1993   | Italia               |
| 3  | Emanuele Birarelli | C     | 8 febbraio 1981   | Italia               |
| 6  | Łukasz Żygadło     | P     | 2 agosto 1979     | Polonia              |
| 7  | Martin Nemec       | S/O   | 31 luglio 1984    | Slovacchia           |
| 8  | Sebastiano Thei    | L     | 16 maggio 1991    | Italia               |
| 9  | Simone Giannelli   | P     | 9 agosto 1996     | Italia               |
| 10 | Filippo Lanza      | S     | 3 marzo 1991      | Italia               |
| 11 | Sebastián Solé     | C     | 21 giugno 1991    | Argentina            |
| 12 | Tiziano Mazzone    | S     | 22 luglio 1995    | Italia               |
| 13 | Massimo Colaci     | L     | 21 febbraio 1985  | Italia               |
| 14 | Mitar Đurić        | C/O   | 25 aprile 1989    | Grecia               |
| 15 | Michele Fedrizzi   | S     | 21 maggio 1991    | Italia               |
| 17 | Matteo Burgsthaler | C     | 18 febbraio 1981  | Italia               |

## Mercato
| Acquisti | Acquisti       | Acquisti       | Acquisti      |
| R.       | Nome           | da             | Modalità      |
| -------- | -------------- | -------------- | ------------- |
| C/O      | Mitar Đurić    | KEPCO Vixtorm  | definitivo    |
| S        | Matej Kazijski | Halkbank       | fine prestito |
| O        | Martin Nemec   | Tomis Costanza | definitivo    |
| P        | Łukasz Żygadło | Zenit-Kazan    | definitivo    |

| Cessioni | Cessioni           | Cessioni          | Cessioni   |
| R.       | Nome               | a                 | Modalità   |
| -------- | ------------------ | ----------------- | ---------- |
| S        | Antonio De Paola   | Impavida Ortona   | definitivo |
| S        | Alexandre Ferreira | Ziraat Bankası    | definitivo |
| P        | Giacomo Sintini    | Callipo           | definitivo |
| O        | Cvetan Sokolov     | Halkbank          | definitivo |
| P        | Donald Suxho       | Studenti Tirana   | definitivo |
| O        | Dávid Szabó        | Woori Card Hansae | definitivo |
| O        | Kay van Dijk       | ZAKSA             | definitivo |

## Risultati

### Superlega

#### Girone di andata
| 1ª giornata - 19 ottobre 2014 PalaTrento, Trento                    | Trentino           | 3 - 0 | Padova             | 25-19, 25-15, 25-13               |
| 2ª giornata - 26 ottobre 2014 PalaEvangelisti, Perugia              | Sir Safety Perugia | 2 - 3 | Trentino           | 25-21, 25-22, 19-25, 18-25, 15-17 |
| 3ª giornata - 29 ottobre 2014 PalaTrento, Trento                    | Trentino           | 3 - 0 | Molfetta           | 25-18, 25-19, 25-19               |
| 4ª giornata - 1º novembre 2014 PalaOlimpia, Verona                  | BluVolley Verona   | 3 - 0 | Trentino           | 25-14, 25-23, 25-16               |
| 5ª giornata - 9 novembre 2014 PalaTrento, Trento                    | Trentino           | 3 - 0 | Powervolley Milano | 25-14, 25-18, 25-18               |
| 6ª giornata - 16 novembre 2014 PalaGalassi, Forlì                   | Porto Robur Costa  | 0 - 3 | Trentino           | 18-25, 32-34, 22-25               |
| 7ª giornata - 23 novembre 2014 PalaBianchini, Latina                | Top Volley Latina  | 2 - 3 | Trentino           | 25-21, 26-24, 24-26, 20-25, 14-16 |
| 8ª giornata - 30 novembre 2014 PalaTrento, Trento                   | Trentino           | 3 - 2 | Lube               | 21-25, 25-23, 16-25, 25-18, 16-14 |
| 10ª giornata - 14 dicembre 2014 Palazzetto dello Sport, Sansepolcro | Città di Castello  | 0 - 3 | Trentino           | 16-25, 17-25, 21-25               |
| 11ª giornata - 21 dicembre 2014 PalaTrento, Trento                  | Trentino           | 3 - 0 | Modena             | 25-18, 25-19, 29-27               |
| 12ª giornata - 26 dicembre 2014 Palazzetto dello Sport, Monza       | Milano             | 0 - 3 | Trentino           | 19-25, 24-26, 18-25               |
| 13ª giornata - 28 dicembre 2014 PalaTrento, Trento                  | Trentino           | 3 - 0 | Piacenza           | 25-17, 25-17, 27-25               |

#### Girone di ritorno
| 14ª giornata - 3 gennaio 2015 PalaFabris, Padova               | Padova             | 0 - 3 | Trentino           | 21-25, 23-25, 19-25               |
| 15ª giornata - 18 gennaio 2015 PalaTrento, Trento              | Trentino           | 3 - 1 | Sir Safety Perugia | 23-25, 25-18, 25-18, 25-19        |
| 16ª giornata - 25 gennaio 2015 PalaPoli, Molfetta              | Molfetta           | 3 - 2 | Trentino           | 20-25, 25-20, 25-22, 19-25, 22-20 |
| 17ª giornata - 31 gennaio 2015 PalaTrento, Trento              | Trentino           | 3 - 0 | BluVolley Verona   | 25-19, 25-22, 25-13               |
| 18ª giornata - 8 febbraio 2015 PalaDesio, Desio                | Powervolley Milano | 0 - 3 | Trentino           | 18-25, 19-25, 19-25               |
| 19ª giornata - 15 febbraio 2015 PalaTrento, Trento             | Trentino           | 3 - 0 | Porto Robur Costa  | 25-16, 25-20, 25-17               |
| 20ª giornata - 22 febbraio 2015 PalaTrento, Trento             | Trentino           | 3 - 1 | Top Volley Latina  | 25-21, 25-19, 19-25, 25-20        |
| 21ª giornata - 1º marzo 2015 PalaCivitanova, Civitanova Marche | Lube               | 3 - 2 | Trentino           | 21-25, 25-19, 21-25, 25-23, 15-12 |
| 23ª giornata - 15 marzo 2015 PalaTrento, Trento                | Trentino           | 3 - 0 | Città di Castello  | 25-16, 25-19, 25-19               |
| 24ª giornata - 21 marzo 2015 PalaPanini, modena                | Modena             | 1 - 3 | Trentino           | 24-26, 18-25, 25-17, 24-26        |
| 25ª giornata - 1º aprile 2015 PalaTrento, Trento               | Trentino           | 3 - 0 | Milano             | 25-17, 25-16, 25-22               |
| 26ª giornata - 4 aprile 2015 PalaBanca, Piacenza               | Piacenza           | 0 - 3 | Trentino           | 14-25, 31-33, 16-25               |

#### Play-off scudetto
| Quarti di finale (gara 1) - 15 aprile 2015 PalaTrento, Trento | Trentino           | 3 - 0 | Molfetta           | 25-13, 25-20, 25-20               |
| Quarti di finale (gara 2) - 19 aprile 2015 PalaPoli, Molfetta | Molfetta           | 2 - 3 | Trentino           | 20-25, 25-22, 15-25, 25-23, 10-15 |
| Semifinali (gara 1) - 25 aprile 2015 PalaTrento, Trento       | Trentino           | 3 - 1 | Sir Safety Perugia | 29-31, 25-18, 25-23, 25-18        |
| Semifinali (gara 2) - 28 aprile 2015 PalaEvangelisti, Perugia | Sir Safety Perugia | 3 - 1 | Trentino           | 25-22, 28-26, 12-25, 25-18        |
| Semifinali (gara 3) - 1º maggio 2015 PalaTrento, Trento       | Trentino           | 3 - 2 | Sir Safety Perugia | 25-20, 29-27, 22-25, 25-27, 16-14 |
| Finale (gara 1) - 3 maggio 2015 PalaTrento, Trento            | Trentino           | 3 - 2 | Modena             | 23-25, 17-25, 29-27, 28-26, 15-12 |
| Finale (gara 2) - 6 maggio 2015 PalaPanini, Modena            | Modena             | 3 - 1 | Trentino           | 19-25, 25-23, 25-21, 26-24        |
| Finale (gara 3) - 10 maggio 2015 PalaTrento, Trento           | Trentino           | 3 - 0 | Modena             | 25-23, 25-23, 25-22               |
| Finale (gara 4) - 13 maggio 2015 PalaPanini, Modena           | Modena             | 0 - 3 | Trentino           | 24-26, 20-25, 19-25               |

### Coppa Italia

#### Fase a eliminazione diretta
| Quarti di finale - 6 gennaio 2015 PalaTrento, Trento | Trentino | 3 - 2 | Piacenza           | 24-26, 19-25, 37-35, 25-21, 16-14 |
| Semifinali - 10 gennaio 2015 PalaDozza, Bologna      | Trentino | 3 - 2 | Sir Safety Perugia | 22-25, 28-26, 19-25, 25-14, 15-10 |
| Finale - 11 gennaio 2015 PalaDozza, Bologna          | Trentino | 1 - 3 | Modena             | 19-25, 19-25, 25-23, 12-25        |

### Coppa CEV

#### Fase a eliminazione diretta
| Sedicesimi di finale (andata) - 4 novembre 2014 Centro Sportivo SPENS, Novi Sad | Vojvodina             | 1 - 3 | Trentino              | 25-22, 21-25, 24-26, 18-25                   |
| Sedicesimi di finale (ritorno) - 19 novembre 2014 PalaTrento, Trento            | Trentino              | 3 - 0 | Vojvodina             | 25-23, 31-29, 25-20                          |
| Ottavi di finale (andata) - 4 dicembre 2014 PalaTrento, Trento                  | Trentino              | 3 - 0 | Maccabi Tel Aviv      | 25-16, 25-12, 25-20                          |
| Ottavi di finale (ritorno) - 17 dicembre 2014 National Sport Center, Tel Aviv   | Maccabi Tel Aviv      | 0 - 3 | Trentino              | 15-25, 13-25, 16-25                          |
| Quarti di finale (andata) - 13 gennaio 2015 Sala Polivalentă Oltenia, Craiova   | Universitatea Craiova | 0 - 3 | Trentino              | 25-27, 22-25, 19-25                          |
| Quarti di finale (ritorno) - 22 gennaio 2015 PalaTrento, Trento                 | Trentino              | 3 - 1 | Universitatea Craiova | 25-15, 25-16, 20-25, 25-15                   |
| Challenge Round (andata) - 5 marzo 2015 PalaTrento, Trento                      | Trentino              | 3 - 2 | Roeselare             | 25-22, 25-18, 19-25, 24-26, 15-11            |
| Challenge Round (ritorno) - 11 marzo 2015 Schiervelde, Roeselare                | Roeselare             | 2 - 3 | Trentino              | 16-25, 25-17, 25-19, 20-25, 6-15             |
| Semifinali (andata) - 24 marzo 2015 Hala Azoty, Kędzierzyn-Koźle                | ZAKSA                 | 2 - 3 | Trentino              | 20-25, 25-21, 23-25, 27-25, 17-19            |
| Semifinali (ritorno) - 28 marzo 2015 PalaTrento, Trento                         | Trentino              | 3 - 1 | ZAKSA                 | 25-17, 23-25, 25-22, 25-18                   |
| Finale (andata) - 7 aprile 2015 PalaTrento, Trento                              | Trentino              | 1 - 3 | Dinamo Mosca          | 23-25, 25-23, 22-25, 21-25                   |
| Finale (ritorno) - 11 aprile 2015 Dynamo Sports Palace, Mosca                   | Dinamo Mosca          | 1 - 3 | Trentino              | 27-25, 19-25, 17-25, 24-26 Golden set: 15-12 |

## Statistiche

### Statistiche di squadra
| Competizione | Punti | In casa | In casa | In casa | In trasferta | In trasferta | In trasferta | Totale | Totale | Totale |
| Competizione | Punti | G       | V       | P       | G            | V            | P            | G      | V      | P      |
| ------------ | ----- | ------- | ------- | ------- | ------------ | ------------ | ------------ | ------ | ------ | ------ |
| Superlega    | 62    | 17      | 17      | 0       | 16           | 11           | 5            | 33     | 28     | 5      |
| Coppa Italia | -     | 1       | 1       | 0       | -            | -            | -            | 3      | 2      | 1      |
| Coppa CEV    | -     | 6       | 5       | 1       | 6            | 6            | 0            | 12     | 11     | 1      |
| Totale       | -     | 24      | 23      | 1       | 22           | 17           | 5            | 48     | 41     | 7      |

G = partite giocate; V = partite vinte; P = partite perse

### Statistiche dei giocatori
| Giocatore      | Superlega | Superlega | Superlega | Superlega | Superlega | Coppa Italia | Coppa Italia | Coppa Italia | Coppa Italia | Coppa Italia | Coppa CEV | Coppa CEV | Coppa CEV | Coppa CEV | Coppa CEV | Totale | Totale | Totale | Totale | Totale |
| Giocatore      | P         | PT        | AV        | MV        | BV        | P            | PT           | AV           | MV           | BV           | P         | PT        | AV        | MV        | BV        | P      | PT     | AV     | MV     | BV     |
| -------------- | --------- | --------- | --------- | --------- | --------- | ------------ | ------------ | ------------ | ------------ | ------------ | --------- | --------- | --------- | --------- | --------- | ------ | ------ | ------ | ------ | ------ |
| E. Birarelli   | 32        | 242       | 143       | 78        | 21        | 3            | 17           | 12           | 4            | 1            | 11        | 79        | 47        | 27        | 5         | 46     | 338    | 202    | 109    | 27     |
| M. Burgsthaler | 16        | 17        | 9         | 8         | 0         | 3            | 7            | 2            | 5            | 0            | 7         | 37        | 17        | 18        | 2         | 26     | 61     | 28     | 31     | 2      |
| M. Colaci      | 33        | -         | -         | -         | -         | 3            | -            | -            | -            | -            | 12        | -         | -         | -         | -         | 48     | -      | -      | -      | -      |
| M. Đurić       | 9         | 119       | 105       | 10        | 4         | -            | -            | -            | -            | -            | -         | -         | -         | -         | -         | 9      | 119    | 105    | 10     | 4      |
| M. Fedrizzi    | 26        | 9         | 8         | 1         | 0         | 3            | 3            | 3            | 0            | 0            | 10        | 18        | 15        | 2         | 1         | 39     | 30     | 26     | 3      | 1      |
| S. Giannelli   | 27        | 40        | 16        | 14        | 10        | 3            | 0            | 0            | 0            | 0            | 10        | 12        | 4         | 4         | 4         | 40     | 52     | 20     | 18     | 14     |
| M. Kazijski    | 33        | 489       | 380       | 50        | 59        | 3            | 53           | 42           | 4            | 7            | 12        | 147       | 108       | 11        | 28        | 48     | 689    | 530    | 65     | 94     |
| F. Lanza       | 33        | 435       | 374       | 28        | 33        | 3            | 61           | 54           | 3            | 4            | 11        | 136       | 118       | 6         | 12        | 47     | 632    | 546    | 37     | 49     |
| T. Mazzone     | 9         | 2         | 2         | 0         | 0         | 1            | 0            | 0            | 0            | 0            | 6         | 3         | 3         | 0         | 0         | 16     | 5      | 5      | 0      | 0      |
| G. Nelli       | 9         | 30        | 24        | 1         | 5         | 3            | 12           | 8            | 2            | 2            | 8         | 39        | 27        | 6         | 6         | 20     | 81     | 59     | 9      | 13     |
| M. Nemec       | 29        | 350       | 261       | 50        | 39        | 3            | 33           | 27           | 2            | 4            | 12        | 109       | 91        | 9         | 9         | 44     | 492    | 379    | 61     | 52     |
| S. Solé        | 32        | 286       | 180       | 92        | 14        | 3            | 25           | 17           | 7            | 1            | 10        | 80        | 48        | 25        | 7         | 45     | 391    | 245    | 124    | 22     |
| S. Thei        | 4         | -         | -         | -         | -         | 0            | -            | -            | -            | -            | 1         | -         | -         | -         | -         | 5      | -      | -      | -      | -      |
| Ł. Żygadło     | 31        | 46        | 11        | 26        | 9         | 3            | 5            | 1            | 4            | 0            | 11        | 11        | 0         | 8         | 3         | 45     | 62     | 12     | 38     | 12     |

P = presenze; PT = punti totali; AV = attacchi vincenti; MV = muri vincenti; BV = battute vincenti